# 缬氨酸
纈氨酸（英語：Valine）是構成蛋白質的二十種胺基酸之一。其英文名稱源自於纈草（Valerian），中文也因此稱之為纈氨酸。结构简式为：CH(CH₃)₂CH(NH₂)COOH
从營養學的觀點來看，纈氨酸是一種必需胺基酸。它的密码子是GUU、GUA、GUC和GUG。它是一种非极性氨基酸，因此纈氨酸是疏水性的。
纈氨酸是完全地電中性，當其側鏈也是中性，而且由其氨基和羧基所產生的電荷剛好平衡，這種分子稱為兩性離子。
在鐮刀型紅血球疾病裡，血紅蛋白內的纈氨酸替代了親水性胺基酸－穀氨酸(Glutamate)：因為纈氨酸是疏水性的，血紅蛋白因此而無法正確折疊。
含有豐富的纈氨酸的食物來源有：白乾酪、魚、禽類、牛、花生、芝麻籽和濱豆。

## 历史
缬氨酸最早由赫尔曼·埃米尔·费歇尔于1901年从酪蛋白中分离出来。

## 生物合成
缬氨酸对于动物是一种必需氨基酸。故动物须通过摄食来补充生理活动所需缬氨酸（通常是以蛋白质的形式）。成人每天需摄入约4毫克/千克体重的缬氨酸。植物可以丙酮酸为原料经若干步骤合成缬氨酸。该合成路径与亮氨酸的合成路径的头几步是相同的。合成路径的最后一步则为中间产物α-酮异己酸与谷氨酸的转氨作用。与上述合成路径相关的酶有：
1. 乙酰乳酸合成酶
2. 羟基乙酸还原异构化酶
3. 二羟基酸脱水酶
4. 缬氨酸氨基转移酶

## 代谢性疾病
以下代谢性疾病会影响缬氨酸的降解：
- 结合性丙二酸及甲基丙二酸血症 (CMAMMA)
- 楓糖尿症
- 甲基丙二酸血症
- 丙酸血症

## 人工合成
消旋缬氨酸可通过异戊酸的溴化和α-溴代产物的氨基化合成
HO2CCH2CH(CH3)2  +  Br2   →    HO2CCHBrCH(CH3)2  + HBr
HO2CCHBrCH(CH3)2  +  2 NH3   →    HO2CCH(NH2)CH(CH3)2  +  NH4Br

## 外部連結
- Valine MS Spectrum （页面存档备份，存于）
- Isoleucine and valine biosynthesis （页面存档备份，存于）
- Valine's relationship to prions （页面存档备份，存于）